# Johann Heinrich Pestalozzi
Johann Heinrich Pestalozzi (Zürich, 12 januari 1746 – Brugg, 17 februari 1827) was een Zwitsers pedagoog, schrijver, filantroop, hervormer, politicus en filosoof. Hij was een onderwijsvernieuwer die streefde naar onderwijs voor iedereen (volksonderwijs) en werd bekend om zijn aanpak van 'levensecht' aanschouwelijk onderwijs. Door zijn niet aflatende zorg voor achterstandskinderen staat hij bovendien bekend als vader van de sociale pedagogiek.

## Biografie
Pestalozzi werd in 1746 geboren als zoon van een arts in Zürich. Hij groeide op in een gezin met zeven kinderen. Zijn vader heeft hij echter niet lang gekend, want die overleed reeds toen hij vijf jaar oud was. Vanaf die tijd werd Pestalozzi door zijn moeder en het dienstmeisje Bäbeli opgevoed. Bäbeli had zijn vader namelijk op zijn sterfbed beloofd om bij het gezin te blijven om te helpen bij de verzorging en de opvoeding van de kinderen. In een terugblik op zijn leven omschreef Pestalozzi zichzelf later als een 'moederskindje' dat door het ontbreken van de vader enigszins geïsoleerd van de buitenwereld opgroeide. Tegelijkertijd bewaarde hij tedere herinneringen aan zijn beide 'moeders'. Zij zorgden voor een gevoelvolle omgeving waarin de kinderen met veel zorg werden omringd. Daarnaast heeft zijn grootvader, een dominee in het plaatsje Höngg, invloed op zijn ontwikkeling gehad. Bij hem ging Pestalozzi regelmatig logeren en raakte hij vertrouwd met het plattelandsleven. Vermoedelijk is dit contact ook van invloed geweest op zijn latere studiekeuze in Zürich, want daar ging hij theologie en filosofie studeren aan het Collegium Humanitatis en het Collegium Carolinum. Toch vond hij zijn bestemming niet als theoloog, maar - na enige omzwervingen - als pedagoog. Zonder overdrijving kan beweerd worden dat Pestalozzi zijn stempel heeft gedrukt op de praktijk en theorie van de opvoeding tot in onze tijd. Zijn theorie kwam voort uit zijn opvoedingspraktijk. Hij was in de eerste plaats een pedagoog die praktisch werkzaam was: iemand die begaan was met het lot van arme kinderen, voor wie hij een - voor die tijd - uniek kinderhuis oprichtte. Daarnaast legde hij in talrijke geschriften verantwoording af van de door hem gebruikte opvoedingsmethoden. In zijn lange loopbaan heeft hij afwisselend leiding gegeven aan verschillende kinderhuizen en onderwijsinstituten.

## Natuurlijke opvoeding
De tijd waarin Pestalozzi leefde, rond 1800, wordt ook wel 'zadeltijd' ('Sattelzeit') genoemd. 'Zadel' is een geografische term ter aanduiding van een pas in een gebergte. De zadeltijd is dan de periode waarin de ene, oude wereld naar de andere, moderne wereld wordt overgestoken. Als student maakte hij deel uit van een progressieve en revolutionair gezinde kring rond de docenten Bodmer en Breitinger ('Helvetische Gesellschaft zur Gerwe'). Bodmer was in die dagen een beroemd man en was bevriend met Klopstock en Goethe. De deelnemers noemden zich 'patriotten'. Hun opvattingen publiceerden ze in een eigen tijdschrift, Der Erinnerer. De studenten voelden zich bovendien bijzonder aangesproken door de ideeën van Rousseau. Diens werken Le Contrat social en Émile ou de l'éducation waren in 1762 verschenen en inspireerden tot een nieuw levensideaal: een bestaan dat in de eerste plaats natuurlijk moest zijn en deugdzaam (mede onder verwijzing naar de 'eenvoudige plattelandsmoraal') en waarin de mens vrij is. Het leven van de stadsmens was in de ogen van Pestalozzi en zijn medestudenten verarmd, bedorven en verprutst. Daarentegen leefden de boeren in hun visie eenvoudig, krachtig en in nauwe relatie met de natuur. In de lijn van Rousseau ging het om een combinatie van natuuroptimisme en cultuurpessimisme: de natuur heeft de mens als hoogstaand wezen voortgebracht, maar de samenleving heeft hem misvormd. In de 'ideale opvoeding' is de natuur daarom de ware leermeesteres. In de latere pedagogische geschriften van Pestalozzi neemt de natuurlijke opvoeding een belangrijke plaats in. Als belangrijkste taak van opvoeding en onderwijs beschouwde hij het tot ontplooiing te laten komen van de natuurlijke vermogens. In zijn Schwanengesang (1826) schrijft hij dat die natuurlijke vermogens zelf ook aandringen op ontplooiing: het oog wil zien, het oor wil horen, de voet wil lopen en de hand wil grijpen. Evenzo wil het hart geloven en liefhebben. Het verstand wil denken. Daarbij is het de taak van de opvoeding om die streefkrachten de hand te reiken. In Pestalozzi's schoollokalen heerste een vrolijke drukte. De onderwijsgevende praat niet alsmaar op de leerlingen in maar ontwikkelt de kennis in een leergesprek, hij luistert naar de gedachten van de kinderen, hij laat ze observeren en onderzoeken, hij gaat in op hun levensbehoeften, hij moedigt de fantasie en de creativiteit aan, hij laat toe of - beter gezegd - hij stimuleert dat niet alle kinderen hetzelfde doen maar dat elk kind leert overeenkomstig zijn eigen ontwikkelingsniveau. Pestalozzi deelde die vermogens in volgens de bekende uit de Oudheid stammende indeling van denken, voelen en willen (handelen). Deze grondvermogens zijn de intellectuele, zedelijke en fysieke krachten. Symbolisch weergegeven in de uitspraak hoofd, hart en handen ('mit Hirn, Hand und Herz').
Meer in het algemeen kende Pestalozzi aan de opvoeding van het menselijk geslacht bijzonder belang toe. Zo was hij van mening dat om ontaarding van de wereld tegen te gaan de opvoeding niet alleen noodzakelijk en het meest dringend nodig is, maar dat dit ook de zeldzaamste en moeilijkste kunst is.

## Verlichtingspedagogiek
Voorts staat Pestalozzi vooral ook bekend als Verlichtingspedagoog. Zo benadrukte hij het belang van de opvoeding tot zelfstandigheid en zelfredzaamheid ('Hilfe zur Selbsthilfe'). In de Armengeschriften schreef Pestalozzi de beroemde zin: "Der Arme muss zur Armut auferzogen werden", waarmee hij bedoelde dat er geen onnodige kennis moest worden aangeleerd, maar vaardigheden die nuttig waren in de toenmalige beroepspraktijk. Het was eenvoudigweg niet realistisch om te verwachten dat deze kinderen later zelf een boerderij zouden kopen. Veel verstandiger was het om de kinderen te leren hoe je op een klein stukje grond je eigen eten kunt verbouwen. Bij een grotere opbrengst kon de groente dan bovendien op de markt verkocht worden. Als de (zwerf)kinderen op deze manier zelfredzaam werden kon liefdadigheid achterwege blijven. Want het bewijzen van liefdadigheid komt weliswaar voort uit een goed hart maar het heeft geen blijvend effect en de ontvangende partij dreigt daardoor opnieuw afhankelijk te worden. Zelfstandigheid bevordert bovendien een gezond gevoel van eigenwaarde. De vorming van de zwerfkinderen in de Neuhof was veelzijdig en vooral praktisch gericht (weven, spinnen, werkzaamheden voor kleinschalige akkerbouw, eenvoudig elementair onderwijs). De filosoof Karl Popper heeft later opgemerkt hoe belangrijk Pestalozzi's opvoedingsidee van Selbstbefreiung durch das Wissen (zelfbevrijding door kennis) in Zwitserland is geweest voor de strijd tegen armoede en sociaal onrecht.
Vergeleken met de academische betogen van Friedrich Schleiermacher - een bekende tijdgenoot in de pedagogiek - is de opvoedingstheorie van Pestalozzi vooral een praktijktheorie. Zijn theorie was weliswaar beïnvloed door het denken van Rousseau, het klimaat van de Verlichting, zijn strijd tegen obscurantisme en zijn politieke en godsdienstige opvattingen, maar stoelt bovenal op zijn praktijkervaringen.

## Huwelijk
In 1769 trouwde hij met de acht jaar oudere Anna Schulthess. Zij kwam uit een welgestelde familie en was zeer ontwikkeld. In veel opzichten tegengesteld aan Pestalozzi. Hij zag er vaak onooglijk uit, gedroeg zich onbeholpen, zat vol ideeën om de wereld te verbeteren, had zijn theologiestudie opgegeven, was arm en zoon van een weduwe en hun familie genoot geen bekendheid in Zürich zoals de familie van Anna. De ouders van Anna waren dan ook tegen hun voorgenomen huwelijk. Uiteindelijk ging het huwelijk toch door, maar zonder bruidsschat en Anna kreeg alleen haar kleren en haar piano mee. Tijdens de vele pedagogische ondernemingen die volgden, speelde Anna een belangrijke rol en vermoedelijk had Pestalozzi niet zonder haar kunnen functioneren. Zij kregen in 1770 hun zoon Hans Jakob. In de omgang werd die echter Jacqueli genoemd (vernoeming naar Jean Jacques Rousseau). Pestalozzi is vooral bekend geworden door zijn kinderhuis in de boerderij de Neuhof in Birr, een plaatsje dat vijfentwintig kilometer verwijderd was van Zürich (vaak aangeduid als een 'Arbeits- und Erziehungshaus'), een kinderhuis in Stans voor oorlogswezen, en door de onderwijsinstituten in Burgdorf, Münchenbuchsee en Yverdon. In Yverdon stelde hij Rosette Niederer-Kasthofer aan als directrice. Tijdens deze laatste werkperiode werd Pestalozzi, in 1808, benoemd tot buitenlands lid van de Beierse Academie van Wetenschappen. Bekende publicaties van hem zijn onder andere Lienhard und Gertrud (4 delen, 1781-1789) en Wie Gertrud ihre Kinder lehrt (1801).

## Antropologische inzichten op rijpere leeftijd
Rond zijn vijftigste levensjaar schreef Pestalozzi zijn antropologische hoofdwerk: "Meine Nachforschungen über den Gang der Natur in der Entwicklung des Menschengeschlechts". Kortweg meestal aangeduid als Meine Nachforschungen. Hij sprak over een antropologische zoektocht naar het wezen van de mens. Teleurstellende ervaringen in zijn persoonlijk leven hadden hem doen twijfelen aan het idee van de natuurlijke goedheid van de mens (Rousseau). Hij vermoedde nu dat er sprake was van zowel een inwerking van de lagere natuur als een inwerking van de hogere natuur. Ook in deze dualistische opvatting bleef de 'natuur' belangrijk, maar daarnaast zag hij ook heel duidelijk de inwerking van de culturele omgeving op de (opgroeiende) mens en de eigen inspanningen van het menselijk individu. Zo kwam hij tot de bredere zienswijze dat de mens een product is van de natuur, de cultuur en zijn eigen inspanningen. De mens existeert zodoende als Werk der Natur, Werk seines Geschlechts en als Werk seiner selbst. Mensen spelen een actieve rol in hun eigen proces van menswording. Eén van Pestalozzi's centrale antropologische inzichten - waarop tevens de noodzaak van opvoeding berust - houdt in, dat de mens door de natuur als onvoltooid wezen wordt afgeleverd en dat hij daarom zijn menswording zélf ter hand moet nemen. "De natuur heeft haar werk voortreffelijk gedaan, doet gij daarom het uwe!"
Pestalozzi spreekt over drie verschillende 'toestanden' waarin de mens kan verkeren: de natuurtoestand, maatschappelijke toestand en de zedelijke toestand. Hoewel deze bestaanssferen achtereenvolgens zijn ontstaan tijdens de menselijke evolutie, moeten ze volgens hem voor de tegenwoordige mens niet worden opgevat als ontwikkelingsstadia, maar als elementen van zijn 'zijnstoestand'. In het menselijk handelen zijn de verschillende sferen niet altijd harmonisch geïntegreerd en zijn dan oorzaak van conflicten.
In het kort kunnen de sferen als volgt worden omschreven:
- In de natuurtoestand hanteren mensen een instinctmoraal en worden daarbij geleid door het driftmatige en noodzakelijke. Op dit niveau van handelen is een vergelijking met het dierlijke bestaan zonder meer mogelijk. Als natuurlijk wezen constateert hij bij zichzelf driften en behoeften, streeft hij naar lust en vermijdt hij onlustgevoelens. Daarbij is hij egoïstisch ingesteld omdat hij zich wil handhaven en zijn eigen voordeel zoekt. Het streven van de natuurmens is gericht op een onbezorgd en gemakkelijk leven.
- De maatschappelijke toestand is in zedelijk opzicht niet beter: met beschaafdere (wettelijke) middelen wordt voortgezet wat in de natuurtoestand reeds werd nagestreefd. Mensen leven in de maatschappelijke toestand voor zover hun handelen door rechten en plichten wordt bepaald. Als maatschappelijk wezen ervaart een mens de beperking van de natuurlijke driften en de op hemzelf betrokken wensen. Hij participeert in instituties en in de economische orde, maar laat zich in wezen leiden door motieven uit de natuurtoestand. Mensen kunnen echter ook besluiten om te handelen op zedelijk niveau.
- In de zedelijke toestand is sprake van keuzevrijheid, menselijke verantwoordelijkheid en toerekenbaarheid. Een mens hoeft dus niet onderworpen te blijven aan de natuurwet (determinisme), maar kan deze ontstijgen en gaan handelen overeenkomstig zijn zedelijke verantwoordelijkheidsbesef (indeterminisme). Hij verkeert in de zedelijke toestand wanneer hij gehoor geeft aan de eis die uit zijn innerlijk voortkomt om als persoonlijkheid te groeien en te rijpen, de medemenselijkheid tot ontplooiing te laten komen en wanneer hij datgene doet wat men in het algemeen verstaat onder het goede. Van zedelijkheid is sprake wanneer ruimte wordt gegeven aan geestelijk leven, liefde en gerechtigheid in een omgeving van vrijheid en eigen verantwoordelijkheid. Dit zedelijke niveau kenmerkt zich vooral ook door onbaatzuchtig handelen.

Tegenstrijdigheden in het leven komen voort uit het feit dat mensen de wereld, het gedrag van andere mensen en, in het bijzonder, hun eigen gedrag beoordelen vanuit de drie genoemde sferen die principieel van elkaar verschillen. Als 'drievoudig wezen' handelt een mens zo op grond van tegengestelde motieven. Aangezien een mens niet aan zijn fysieke natuur en aan zijn maatschappelijke banden en mechanismen kan ontsnappen, is het hem niet gegeven om te komen tot volkomen zedelijkheid en onbetwiste harmonie. Zo komt Pestalozzi tot de realistische conclusie, dat een mens weliswaar enerzijds zo vastberaden mogelijk moet streven naar herstel van de verloren gegane harmonie, maar dat hij anderzijds moet beseffen dat tegenstrijdigheden principieel behoren bij zijn lot.

## Innerlijke rust
In zijn boek Die Abendstunde eines Einsiedlers dringt Pestalozzi erop aan dat kinderen worden opgevoed tot personen met 'innerlijke rust'. Die geestesgesteldheid wordt verkregen als de opvoeding begint in relatie met wie de nauwste betrekkingen bestaan. Dat is in de eerste plaats met God, "want de mensheid heeft met God de nauwste relatie" ("Gott ist die näheste Beziehung der Menschheit"). En daarnaast natuurlijk met de ouders in het gezin, de 'Wohnstubenerziehung'. De huiselijke verhoudingen zijn fundamenteel voor de menselijke ontwikkeling en fungeren als model voor alle latere sociale relaties. De drie levenskringen - gezin, arbeid en staat - hangen met elkaar samen. Geloof in God is bij Pestalozzi nog fundamenteler dan de gezinsopvoeding. "Auch dein Haus, Mensch, und weisester Genuss beruhigt dich nicht immer. (...) Gott dein Vater, in diesem Glauben findest du Ruhe und Kraft und Weisheit, die keine Gewalt, kein Grab in dir erschüttert."

## Ereburgerschap
Pestalozzi kreeg in 1792 het ereburgerschap van Frankrijk, maar dat werd hem in Zwitserland niet in dank afgenomen. Hij moest zich verdedigen tegen verdenkingen dat hij geheime betrekkingen onderhield met het vijandige Frankrijk. In werkelijkheid sympathiseerde hij weliswaar met de ideeën van de Franse Revolutie en keerde zich tegen het heersende onrecht, maar was een uitgesproken tegenstander van het revolutionaire geweld. Hij pleitte voor een geleidelijke verandering.

## Pestalozzi's bekendheid en nalatenschap
In de hele wereld zijn er opvoedingsinstellingen en wetenschappelijke instituten die rechtstreeks verbonden zijn met zijn denken. In Zwitserland: het Pestalozzianum in Zürich en Yverdon, het Kinderdorf Pestalozzi in Trogen, en het Pestalozziheim Neuhof in Birr; in Engeland: Pestalozzi Village in Sedlescombe; in Burkino Faso: École Saint Bernard de Pestalozzi in Ouagadougou; in Brazilië: Fundação Pestalozzi in Franca; in Japan: 'Pestalozzistadt' Kagamino; in China: het Pestalozzi-instituut in Beijing.

### Zijn huisorgel
Het huisorgel van Pestalozzi is op nieuwjaarsdag 1813 in Slot Yverdon in gebruik genomen en later na verschillende omzwervingen in 1904 in bezit gekomen van het Pestalozzianum (onderwijskundig adviescentrum) in Zürich. In het Pestalozzi-herdenkingsjaar 1996 is dit orgel gebruikt voor een cd-opname van sonates voor fluit en orgel van Mozart. Uitgevoerd door Regula Schwarzenbach op fluit en Conrad Zwicky op het orgel (Jecklin Edition).

### Films over Pestalozzi
- Johann Heinrich Pestalozzi: Sein Kampf für soziale Gerechtigkeit und Menschenbildung. Buch, Realisation und Produktion: Phil Danzer. Herausgegeben vom Pestalozzianum, Zürich 1994. Engelse versie: Champion of social justice and humanitarian education. Franse versie: Un combat au service de la justice et de l'éducation.
- Pestalozzi Export: Ein Film von Tobias Wyss, Pestalozzianum Zürich, 1996.

## Publicaties (selectie)
- Aufsätze über die Armenanstalt auf dem Neuhofe (1775). Vertaald als: Neuhof-geschriften. Kampen, Kok, 1996 ISBN 90-242-7765-5
- Abendstunde eines Einsiedlers (1780). Vertaald als: De avondstonde van een kluizenaar. In: De avondstonde van een kluizenaar en Hoe Geertrui haar kinderen onderwijst.[a] Rotterdam, W.L. & J. Brusse, 1927
- Über Gesetzgebung und Kindermord (1783)
- Lienhard und Gertrud (4 banden geschreven van 1781-87) - een opvoedingsroman. Vertaald als: Lienhard en Geertruid. Een volksboek[b] (1803)
- Meine Nachforschungen über den Gang der Natur in der Entwicklung des Menschengeschlechts (1797)
- Ja oder Nein? (1793)
- Wie Gertrud ihre Kinder lehrt, ein Versuch den Müttern Anleitung zu geben ihre Kinder selbst zu unterrichten, in Briefen[c] (1801). Vertaald als: Hoe Geertrui haar kinderen onderwijst. In: De avondstonde van een kluizenaar en Hoe Geertrui haar kinderen onderwijst.[d] Rotterdam, W.L. & J. Brusse, 1927
- Buch der Mütter oder Anleitung für Mütter ihre Kinder Bemerken und Reden zu lehren[e] (1803). Vertaald als: Het boek der moeders, of Handleiding voor moeders om haare kinderen opmerken en spreeken te leeren[f] (1804)
- A.B.C. der Anschauung oder Anschauungs-Lehre der Maßverhältnisse[g] (1803)
- Pestalozzi's sämmtliche Schriften[h][i][j][k][l][m][n][o][p][q][r][s][t][u][v] (1819-1826) (15 delen)

- Schwanengesang (1825) (autobiografie en herformulering pedagogische theorie)
- Al de werken over het onderwijs en de opvoeding[w][x][y][z][aa][ab][ac][ad] (1826-1831) (8 delen)